# Menceyat d'Anaga

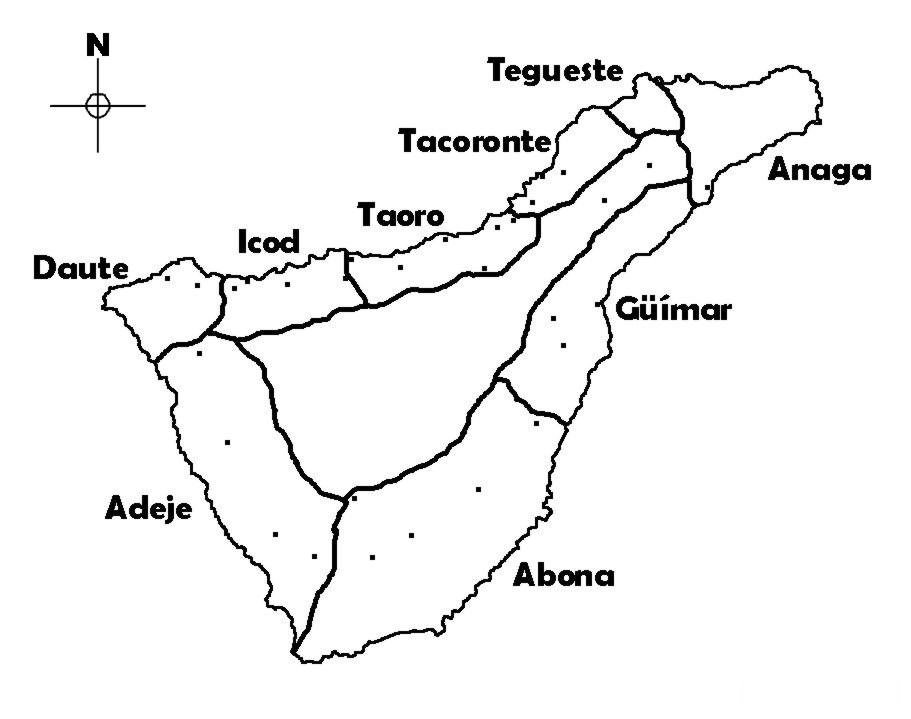
Menceyats de Tenerife

Anaga era un dels nou menceyats en què fou dividida l'illa canària de Tenerife després de la mort del mencey Tinerfe, a l'època anterior a la conquesta de les illes per part de la Corona de Castella. Ocupava l'extensió dels actuals municipis de Santa Cruz de Tenerife i San Cristóbal de La Laguna. Els seus menceys foren Serdeto i Beneharo.